# Аткинсон, Уильям Уокер
Уи́льям Уо́кер А́ткинсон (англ. William Walker Atkinson, 5 декабря 1862 — 22 ноября 1932) — американский адвокат, коммерсант, издатель, писатель, переводчик, а также оккультист. Известен под литературными псевдонимами Терон Дюмон, Йог Рамачарака и другими.

## Биография
Родился в Балтиморе, Мэриленд, 5 декабря 1862 года. Работал в торговле с 15 лет, вероятно, помогая отцу. Начал деловую карьеру в 1882 году, в 1884 был принят в коллегию адвокатов Пенсильвании.
Аткинсон увлёкся идеями движения Новое мышление, которые помогли ему преодолеть упадок сил, вызванный переутомлением и стрессом. Переехав в Чикаго, участвовал в издании ряда журналов, писал статьи и книги. Во время последующей карьеры писал и публиковался не только под собственным именем, но и под различными псевдонимами. Неизвестно, признавал ли он авторство этих работ, но публиковались они издательствами, имеющими общий адрес, и в журналах, редактором которых был сам Аткинсон.
Перевёл с французского языка книги спиритиста А. Кардека «Книга Духов» и «Книга Медиумов».
В 1890-х увлёкся индуизмом, после 1900 года посвящал значительные усилия распространению йоги и восточного оккультизма. Никаких свидетельств о поездках Аткинсона в Индию или о его общении с учителями йоги в США не сохранилось.
Скончался 22 ноября 1932 года в Лос-Анджелесе, Калифорния.

## Творчество
Считается автором 105 работ. Наиболее известные: Рамачарака «Миросозерцание индийских йогов», «Мистическое христианство», Аткинсон «Закон привлечения и сила мысли».

### Список произведений
- «Сила мысли в бизнесе и жизни»
- «Сила концентрации»
- «Чтение мыслей на практике»
- «Личный магнетизм и Закон Притяжения»
- «Практика ментального воздействия»
- «Память и забота о ней»

Под именем «Йог Рамачарака»
- 1904 — The Hindu-Yogi science of breath: A complete manual of the oriental breathing philosophy of Physical, Mental, Psychic and Spiritual development.
  - Наука о дыхании индийских йогов: Дыхание по восточным методам, как средство физического, умственного, душевного и духовного развития. — 3-е изд. — СПб.: Новый человек, 1916. — 94 с.
- Основы миросозерцания индийских йогов
- Раджа-Йога